# Lydda gemina
Lydda gemina är en insektsart som beskrevs av Frederick Arthur Godfrey Muir 1913. Lydda gemina ingår i släktet Lydda och familjen Derbidae. Inga underarter finns listade i Catalogue of Life.